# Авигдоров, Авраам
Авраам Авигдоров (2 июля 1929 — 4 сентября 2012) — израильский военнослужащий, участник войны за независимость. Один из двенадцати бойцов, удостоенных звания Героя Израиля.

## Биография
Родился 2 июля 1929 года в поселении Мицпа, недалеко от Тверии в семье члена еврейской организации самообороны «Шомер» Гада Авигдорова. Потомок рода Куракиных, русских субботников — переселенцев в Палестину в XIX веке.
После окончания средней школы в 1947 году поступил в элитную боевую часть «Пальмах» в подмандатной Палестине. Задачей подразделения было мешать арабским конвоям переправлять оружие из Бейрута в Хайфу.
Участник войны за независимость Израиля. 17 марта 1948 года во время боя около Кирьят-Моцкина уничтожил два пулемётных расчёта противника, благодаря чему израильтяне одержали победу. В этом бою он был тяжело ранен из-за взорвавшегося автомобиля. Был ошибочно принят за мёртвого, ввиду чего отвезён в морг госпиталя Ротшильда в Хайфе. До 1949 года находился в госпитале с тяжёлыми ожогами и переломом челюсти. Вскоре американские хирурги сделали ему пластическую операцию.
17 июля 1949 года на торжественной церемонии с участием премьер-министра и министра обороны Израиля Давида Бен-Гуриона, начальника Генерального штаба Яакова Дори и других высокопоставленных лиц рядовой Авраам Авигдоров был удостоен звания Героя Израиля (Гибор Исраэль).
Работал в министерстве сельского хозяйства, занимался испытанием пестицидов.
В мае 1973 года награждён медалью «За героизм».
Занимался общественной деятельностью. После войны Судного дня посещал семьи погибших и раненых, поддерживая их моральный дух.
Умер 4 сентября 2012 года в Хайфе. Похоронен на военном кладбище в Герцлии.